# Jeremy Lin
Jeremy Shu-How Lin (chinesisch: 林書豪; pinyin: Lín Shūháo; * 23. August 1988 in Torrance, Kalifornien) ist ein US-amerikanischer Basketballspieler taiwanischer Herkunft, der zurzeit für Kaohsiung 17LIVE Steelers in der P. League+ (Taiwan) spielt. Der 1,91 Meter große Lin spielt die Position des Point Guards.

## Karriere

### Anfangszeit

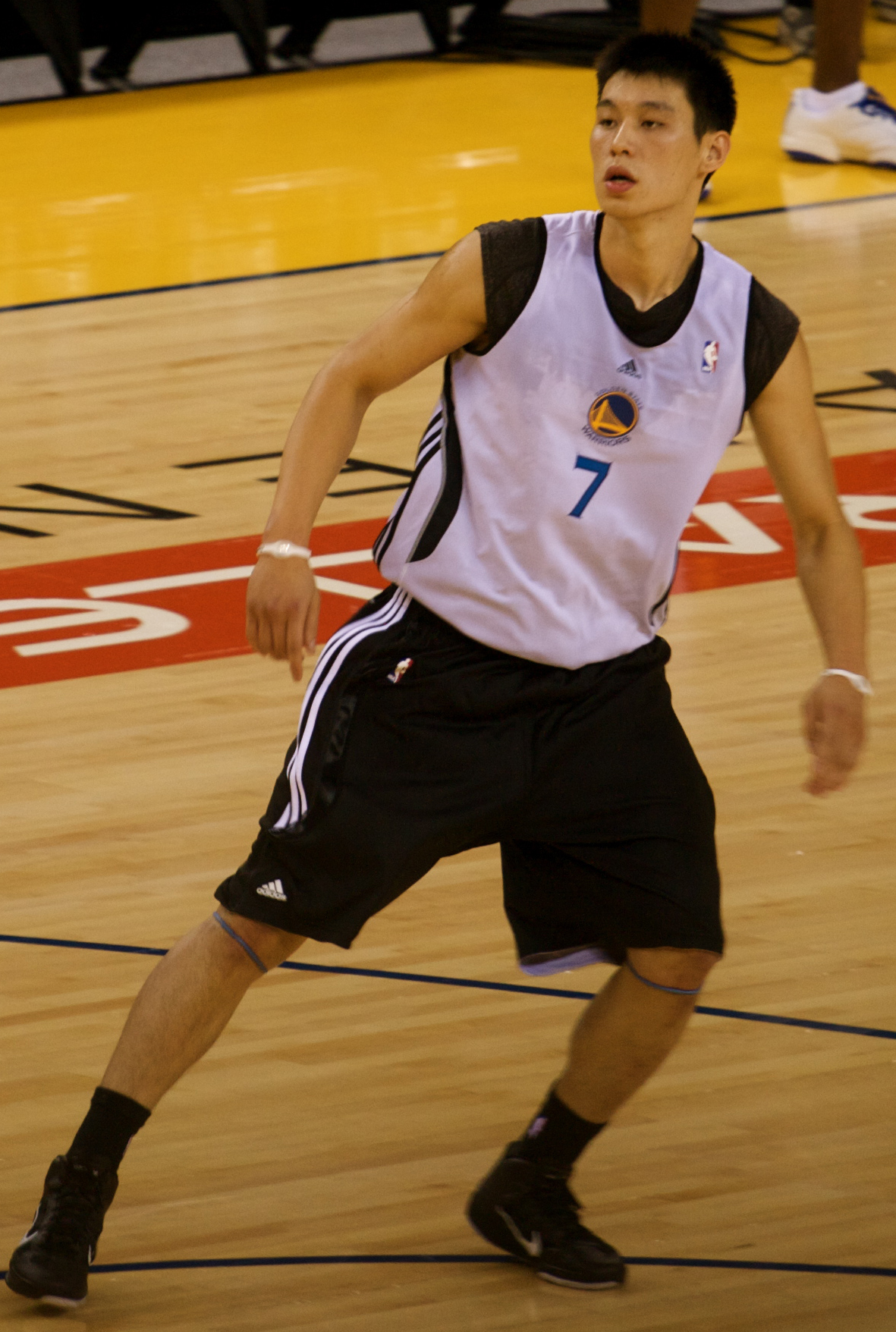
Lin (2010) als Spieler der Golden State Warriors.

Lin war an seiner Heimatschule in Palo Alto Kapitän des Basketballteams und bewarb sich vergeblich um ein Sportstipendium an einer der großen kalifornischen Universitäten (UCLA, Stanford, Berkeley). Stattdessen ging er nach Harvard und etablierte sich als einer der besten Ivy-League-Spieler seines Jahrganges. Trotzdem wurde er im NBA-Draft 2010 von keinem Team verpflichtet, später aber von den Golden State Warriors als ungedrafteter Free-Agent für das Minimalgehalt verpflichtet.

### NBA
In Oakland absolvierte Lin 29 Spiele als Ersatzspieler und erzielte 2,6 Punkte, 1,4 Assists und 1,1 Steals pro Spiel.
In der folgenden Saison kam er nicht mehr in den Kader von Golden State. Lin spielte in der kurzen Preseason der Spielzeit 2011/12 für die Houston Rockets, die ihn jedoch noch vor Beginn der regulären Saison aus dem Kader strichen. Kurz darauf unterschrieb er einen Vertrag bei den New York Knicks. Diese wiederum schickten Lin im Januar 2012 in die Ausbildungsliga NBA D-League zu den Erie Bayhawks, wo Lin bei seinem einzigen Spiel am 20. Januar 2012 gegen die Maine Red Claws ein Triple-Double (zweistellige Werte in drei Statistiken) mit 28 Punkten erreichte, woraufhin er direkt wieder zum Profi-Team der Knicks geholt wurde.

#### „Linsanity“
Am 4. Februar 2012 sorgte Lin für Furore, nachdem er zum 99:92-Sieg der Knicks über die New Jersey Nets 25 Punkte, 5 Rebounds und 7 Assists beigesteuert hatte. Coach Mike D’Antoni nahm ihn daraufhin zum ersten Mal in seiner NBA-Karriere in die Starting Five. Am 11. Februar erzielte Lin mit 38 Punkten beim Sieg gegen die Los Angeles Lakers seinen Karrierebestwert. Drei Tage später folgten 27 Punkte und der spielentscheidende Wurf gegen die Toronto Raptors. Lin erzielte in seinen ersten fünf Auftritten in der Startaufstellung insgesamt 136 Punkte und stellte damit einen neuen NBA-Rekord auf – der vorherige Rekordhalter war Shaquille O’Neal mit 129 Punkten aus seinen ersten fünf Starteinsätzen.
Seine Auftritte lösten schnell große öffentliche Aufmerksamkeit aus, für die der Begriff Linsanity (ein Kofferwort aus Lins Nachnamen und dem englischen Wort insanity, zu deutsch: Wahnsinn, Irrsinn) geprägt wurde. Auch andere Kofferworte wurden für Lin erfunden wie Lincredible, Lintendo oder Jeremy Win.
Im April wurde bekanntgegeben, dass Lin am Knie operiert werden muss und die restliche Saison verpassen wird.

#### 2012–2019
Während der Sommerpause 2012 wurde Lin Restricted Free Agent, somit konnten andere Clubs ihm ein Vertragsangebot machen, doch die Knicks hatten die Möglichkeit, jedes Angebot mitgehen zu können und Lin auf diese Weise in New York zu halten. Die Houston Rockets machten Lin daraufhin ein Angebot über drei Jahre und 25,1 Millionen US-Dollar. Die Knicks entschlossen sich, dieses Angebot nicht mitzugehen, sodass der Vertrag der Rockets mit Lin gültig wurde.
Wegen seiner Leistungen wurde Lin ins Team von Shaquille O’Neal bei der BBVA Rising Stars Challenge des NBA All-Star-Weekends 2012 gewählt. Am 5. Februar erreichte er im Spiel gegen die Golden State Warriors mit fünf erfolgreichen Drei-Punkte-Würfen seinen bisherigen Karrierebestwert.
Im Juli 2014 wurde Lin von Houston zu den Los Angeles Lakers getradet. Nach nur einem Jahr in Los Angeles wechselte er im Sommer 2015 zu den Charlotte Hornets. Nach der einjährigen Saison bei den dort wurde er 2016 zu den Brooklyn Nets getradet. Am 12. Juli 2018 sicherten sich die Atlanta Hawks die Rechte an Lin im Trade gegen Isaïa Cordinier.
In der Free Agency 2018 wurde er von den Toronto Raptors verpflichtet, mit denen er die NBA-Meisterschaft der Saison 2018/19 gewann.

### Asien und G-League
Am 27. August 2019 unterschrieb Lin bei den Beijing Ducks und spielte bis 2022 in der CBA in China, 2022 bei den Guangzhou Loong Lions.
Anfang 2021 spielte er für die Santa Cruz Warriors in der G-League.
Seit Januar 2023 spielt Lin in Taiwan für die Kaohsiung 17LIVE Steelers.

### Nationalmannschaft
Der aus Taiwan stammende Lin erhielt eine Einladung des taiwanischen und angeblich auch des chinesischen Basketballnationalteams, nahm bisher jedoch keine an.

## Sonstiges
- Lin ist Sohn von Shirley und Gie-Ming Lin und hat zwei Brüder, Joseph und Josh. Er verfügt über einen Abschluss in Betriebswirtschaft von der Harvard University.
- Lin ist aktiver Christ.[8]
- Die Dokumentation Linsanity aus dem Jahr 2013 begleitete Lin über fünf Jahre bei seinem Aufstieg in der NBA.
- Am 6. November 2014 wurde ein Asteroid nach ihm benannt: (316020) Linshuhow.

## Titel und Rekorde
- NBA-Meisterschaft 2019 mit den Toronto Raptors
- Meiste Gesamtpunkte in den ersten fünf NBA-Spielen als Spieler der Startformation